# Elachistocleis muiraquitan
Espèce
Elachistocleis muiraquitan est une espèce d'amphibiens de la famille des Microhylidae.

## Répartition
Cette espèce se rencontre :
- dans le sud-est du Pérou ;
- dans le nord-ouest de la Bolivie ;
- dans l'État d'Acre au Brésil.

## Publication originale
- Nunes de Alneida & Toledo, 2012 : A new species of Elachistocleis Parker (Anura, Microhylidae) from the state of Acre, northern Brazil. Zootaxa, no 3424, p. 33-50.